# Duk Sung Son
Son Duk-sung (Seúl, Corea del Sur, 17 de junio de 1922 - Newport, Estados Unidos, 29 de marzo de 2011) fue un artista marcial, gran maestro cinturón negro de noveno grado, cofundador del arte marcial coreano del Tae Kwon Do, sucesor inmediato de Lee Won-kuk y jefe de la escuela Chung Do Kwan (1950-1959), Instructor jefe del ejército sur coreano y del octavo ejército de los EE. UU. de América , fundador y presidente de la World Tae Kwon Do Association, autor de los libros “Karate Coreano, El Arte del Tae Kwon Do” y “Karate Koreano para cinturones Negros”.

## Inicios
Se inició en la práctica del Boxeo a la edad de 16 años y tras fuertes entrenamientos llega a ser campeón nacional de su categoría. Era muy común que en ese tiempo llegara a diario con la cara muy golpeada y con heridas que le impedían ingerir alimentos, sus padres preocupados por esta situación deciden prohibirle la práctica del boxeo, es entonces que decide iniciar su entrenamiento de Tang Soo Do estilo Chung Do Kwan(escuela de la ola Azul) bajo las órdenes Won Kuk Lee quien regresaba del Japón en 1944. Como recordaría un tiempo después: 
"Era un mundo distinto. En el gimnasio de Boxeo la gente te robaba los Zapatos o la toalla y el sitio siempre estaba sucio, pero en la escuela Chung Do Kwan todos eran amables, existía una atmósfera de amistad y camaradería trabajábamos juntos y el estilo era de no contacto, nadie era golpeado ni herido"
Tras arduos años de entrenamiento obtiene el cinturón negro en su primer grado perteneciendo a la primera generación de la escuela Chung Do Kwan dentro de la cual se encontraban Uhm Woon-kyu, Chung Yong-taek, Kang Suh-chong, Myun Hyun-jong, entre otros.
Al terminar la Segunda Guerra Mundial en 1945 Corea se ve envuelta en múltiples conflictos militares, políticos y sociales que obligan a Lee Won-kuk a emigrar a Japón en 1951, retirándose oficialmente de la enseñanza y dejando como su sucesor inmediato a Son Duk-sung quien asume el liderazgo de la escuela Chung Do Kwan. En medio de la guerra de corea Son Duk-sung reunió alguno de los miembros de la escuela continuando la enseñanza y la difusión del estilo Chung Do Kwan a través de exhibiciones, torneos y artículos de prensa.
Envió a los alumnos avanzados de la escuela a impartir clases en las más prestigiosas instituciones de corea del Sur: Uhm Woon-kyu fue asignado a impartir clases en la Academia Militar de Corea, universidad Kwan Sung-kyun y a la Universidad Nacional de Seúl, Hi Nam-tae fue enviado a entrenar al ejército de Corea del sur, el mismo Son imparte clases a la Policía de Seúl y al octavo ejército de los EE. UU. de América.
El presidente de Corea, Rhee Syng-man, lo nombra instructor jefe de la armada de la república de Corea del Sur. Es allí donde conoce al general Choi Hong-hi, comandante de la 29 División de Infantería, con el que establece fuertes vínculos de amistad. Debido a su cercanía con el presidente Sig man Rhe y pensando que podía utilizar la autoridad militar de Choi para difundir el Kwan, Son Duk-sung le otorga en 1955 el grado honorario de 4 dan en frente del comandante del tercer ejército, por contribuir al desarrollo del Arte Marcial.

## Nace el Tae Kwon Do
En la búsqueda de un nombre que se identificara con la cultura Coreana, el 19 de diciembre de 1955 se convoca una reunión de consejeros de la escuela Chung Do kwan con miras a unificar el nombre del arte marcial Coreano, que era conocido por distintos y confusos términos como Tang Soo Do, Gong Soo Do, Taekyon, y Kwon Bup, cuya terminología en ocasiones era más asociada a la cultura Japonesa o china. 
Se reúne entonces una representación del Gobierno de Corea del Sur, medios de comunicación, políticos y militares, en conjunto con el jefe de la escuela Kwan Chung-do, Son Duk-sung, quien asiste acompañado por general Choi Hong-hi y Hi Nam-tae, quienes representan la rama militar de la escuela Chung Do kwan. 
Como resultado de esta reunión y de las ideas propuestas en conjunto por los representantes de la escuela Chung Do Kwan se crea oficialmente el término "Taekwondo" para definir el arte marcial coreano unificando todos los términos existentes.

## Conflictos internos
Con el esfuerzo de Duk Sung Son la escuela Chung Do Kwan comienza a crecer hasta llegar a ser la más grande en Corea del sur, tanto en el ámbito civil como en el militar. Los miembros originales de la escuela buscan una participación más independiente y protagónica que los lleva a abrir nuevas escuelas bajo sus propios nombres e independientes dentro del ámbito de las artes marciales en Corea. La escuela Chung Do kwan comienza a dividirse. 
Choi Hong-hi, recluta a un grupo de estudiantes de alto rango de la escuela Chung Do Kwan(Hyun Jong-myun, Nam Tae-hi, Han Cha-kyo, Woo Jong-rim, Ko Jae-chun, Kim Suk-kyu, and Kwak Kuen-suk) y crea la escuela Oh Do Kwan de carácter estrictamente militar enviando sin permiso de Son instructores a Vietnam para entrenar las tropas de Corea del Sur, Kang Suh-chong crea la escuela Kuk Mu Kwan , otros instructores comienzan a desconocer a Son como jefe de la escuela y se acrecienta la influencia y el liderazgo del general Choi Hong-hi]].
Son Duk-sung, preocupado por mantener los principios filosóficos de la escuela chung do kwan, publica una carta en el periódico coreano de Seúl “Seoul Shimoon” el 16 de junio de 1959, en donde destituye a un grupo de alumnos avanzados que incluía a Choi, Nam Tae-hi, Woon Uhm Woon-kyu, entre otros. Esto causaría una división total y la exclusión de Son Duk-sung de toda organización deportiva de Corea. 
En una rápida acción Choi Hong-hi reúne a los miembros de las principales escuelas y asume el liderazgo de la escuela Chung Do kwan:

"A finales del otoño de 1959, invité a los líderes de los cuatro principales Kwans a mi casa. No, Byung-jik representando a Song Moo Kwan; Yoon, Kwe-byung reprensentando a Ji Do Kwan; Lee, Nam-suk represetando a Chang Moo Kwan; Hwang, Ki representando a Moo Duk Kwan; mientras que yo representaba a Oh Do Kwan y Chung Do Kwan."

Como resultado de esta reunión el 3 de septiembre de 1959 se crea la Asociación Coreana de Tae kwon Do cuyo primer presidente fue Choi Hong-hi designando ese mismo año a Woon Kyu Uhm como nuevo jefe de escuela (Kwan Jang) de la escuela Chung Do Kwan. El general Choi fue elegido presidente por su posición como general en la Armada Coreana(bajo régimen militar) y por la promesa que le hizo a los demás jefes de escuela de promocionar el Tae Kwon Do.

## Viaje a los Estados Unidos
En abril de 1963 Son Duk-sung viaja a los Estados Unidos en donde comienza a impartir clases de Tae kwon Do o “Karate Coreano” como se le denominaba en esa época. Sus primeras clases fueron al aire libre en el parque central de Manhatan y en el sótano de una sinagoga en la ciudad de Nueva York, a finales de 1963 establece sus clases regulares en su primer gimnasio en el 162 de la calle 7 esquina con calle 21  en la ciudad de Nueva York dictando clases de lunes a viernes de 6 a 8 p. m..
Pronto comenzó a impartir clases en a Academia Militar de West Point, en las Universidades de Princeton , Nueva York, Brown y Fordham, estatal de Nueva york en Stony Brook, YMCA de New Jersey entre otros. Establece la Tae Han Karate Association que se convertiría en1966 en la World Tae kwon Do Association. 
La organización crece rápidamente a partir de 1965 comienza a llegar un grupo de instructores Coreanos, algunos exalumnos de Son en Corea, que se establecen en el país y sus primeros cinturones negros comienzan a difundir el arte marcial en USA , en 1969 Luke Grande se establece en Venezuela y comienza a impartir clases y funda el estilo Chung Do Kwan en ese país y desde 1987 Rod Preble imparte clases en Australia.
Durante la feria mundial de 1964-65 dio regularmente exhibiciones del arte marcial así como múltiples exhibiciones en televisión apareciendo en las portadas de las más prestigiosas revistas deportivas de la época. Por sus innumerables aportes y difusión del arte marcial Coreano en 1965 el presidente de Corea Park Chung-hee le confiere la medalla de honor.
Los 11 primeros cinturones negros promocionados por Sung Son Duk-sung en Norteamérica fueron:
1. Martin Rosenberg
2. Thomas Carrillo
3. Robert Clark
4. Joe La Marca
5. Ron Kelly
6. James Yergan
7. Neil Gingold
8. Luke Grande[10]
9. Jeff Potter
10. Donald Zammit
11. Joe La Marca

Como recordarían sus primeros alumnos:

"En los primeros años de su llegada a USA los entrenamientos eran muy intensos. Corríamos en Central Park Luego pateábamos un árbol al menos cien veces con cada pierna, bajo nieve, bajo lluvia, con el intenso calor del verano los entrenamientos no se detenían, y luego entrenábamos en el gimnasio a las 6:00 Pm., esto lo hacíamos 6 días a la semana."

## World Tae Kwon Do Association
En 1966 se crea la World Tae kwon Do Association que sustituye a la Tae Han Karate Association creada por Son Duk-sung en 1962 y de la cual fue su presidente hasta el año 2009 fecha de su retiro siendo presidida actualmente por su hija Yehjong Son.
La WTA es una organización independiente que no se rige por la Kukiwon ni sigue los lineamientos de la World Taekwondo Federation ni de la International Tae kwon Do Federation, desarrollándose bajo los principios filosóficos y humanos originales siguiendo sus raíces totalmente tradicionales no teniendo entre sus principios desarrollar el Tae kwon Do como deporte.
Otros maestros que asumieron roles importantes fueron: Chung Yong-taek - vicepresidente, K.H. Kim- Director técnico, Master Y.S. Chay-Director del medio Oeste, Master D.H. Kim- Director de la costa Oeste director, Master K. C. Par director de la costa Este, Master H.S. Ko- Director del Sur, Master N.Y. Chung- Organizador de torneos, Master K.W. Yu- Examinador, Master C.K. Han- Consejero, and Masters T.D. Kim, T. Y. Kim, Y. K Chang, and N. Y. Cho – como miembros de la junta directiva, Michael Delay, Maestro Jerry Orenstein y el Maestro Rico dos Anjos, Pete Michaelson.
En su momento de mayor auge La World Tae kwon Do Association agrupó a más de 495 escuelas en Estados Unidos de América, Venezuela y Australia siendo la organización de Tae kwon Do más grande en todo los Estados Unidos.
Desde mediados de los años 90 la organización comenzó a dividirse y la mayoría de los miembros de la organización se encuentran repartidos en más de 26 organizaciones de Tae Kwon Do independientes dentro del territorio Americano y Venezuela.

## Algunos cinturones negros promovidos por Son Duk-sung
- Luke Grande Fundador del Tae kwon Do Chung Do Kwan en Venezuela, 1969, (Cofundador de la Organización Venezolana Chung Do Kwan)
- Michael T Dealy (Fundador de la World Martial Arts Association, en Brooklyn, NY)
- Jake Pontillo (Fundador del club de la Universidad de Buffalo, 1970)
- Ricardo Dos Anjos (Westchester, NY- World Tae Kwon Do Association)
- Ray Mondschein (Cofundador de la USA Tae Kwon Do Masters Association)
- Humberto Almeida (Cofundador de la Organización Venezolana Chung Do Kwan)
- Adolfo Vivas (Cofundador de la Organización Venezolana Chung Do Kwan)
- Ron Geoffrion (Cofundador de la USA Tae Kwon Do Masters Association)
- Ralph Rubino (Cofundador de la USA Tae Kwon Do Masters Association)
- Jack Emmel (Cofundador de la USA Tae Kwon Do Masters Association)
- Jerry Orenstein (Long Island, NY Cofundador de la USA Tae Kwon Do Masters Association)
- Pete Michaelson (Tae Kwon Do Chung Do Kwan Schools)
- Víctor Alfonso (Fundador de la Chung Do Kwan Alfonso's)

## Muerte
El 29 de marzo de 2011, Son Duk-sung muere en el hospital de Newport, en Newport, Rhode Island en los Estados Unidos de América.